# Charlotte-Arrisoa Rafenomanjato
Charlotte-Arrisoa Rafenomanjato est une femme de lettres malgache, née en 1936 à Antananarivo. C'est un auteur bilingue franco-malgache, une romancière, poète, essayiste, traductrice mais également femme de théâtre. Elle meurt en novembre 2008,.

## Biographie
Charlotte-Arrisoa Rafenomanjato est née en 1936 à Antananarivo d'un père médecin,, et d'une mère pianiste. Cette dernière meurt alors que sa fille est encore jeune. Charlotte-Arrisoa Rafenomanjato a été mariée à un diplomate ; ils ont eu trois  enfants. Elle est morte à la clinique des religieuses d'Ankadifotsy des suites de complications pulmonaires. 

## Carrière
Elle est sage-femme et puéricultrice de formation. Ayant épousé un diplomate, elle vit pendant de nombreuses années à l'étranger. Elle se consacre à l'écriture après son retour à Madagascar en 1982,, et devient l'auteure de contes, nouvelles, pièces de théâtre et romans, dont certains en langue française,. Elle est membre fondatrice et Présidente d'honneur de la Société des Écrivains de l'Océan Indien (SEROI)[réf. nécessaire]. Elle adhère par ailleurs au parti Rassemblement des forces nationales (RFN)[réf. nécessaire]

## Œuvres
Les écrits de Charlotte-Arrisoa Rafenomanjato incluent des poésies, romans, histoires courtes, essais politiques, pièces et traductions. 

### Pièces de théâtre
- Le Prix de la paix, a reçu le prix Radio France Internationale en 1986, adapté au cinéma et présenté au Festival des films africains de Montréal en 1988
- La Pêcheresse, a reçu le prix Radio France International en 1987
- Le Prince de l'étang, traduit en italien et présenté au Festival de théâtre africain en Italie, également présenté au Festival francophone de Limoges en 1988
- L'Oiseau de proie, présenté à la Littérature franco-malgache d'Antananarivo en 1991
- Le Troupeau, traduit en anglais et présenté au Festival of Contemporary Theatre de New York
- Le Pain des autres, sélectionné par RFI, 1989
- La Paix du Purgatoire, inédit.
- Le Portrait et le Cresson, inédit.
- Boomerang, inédit.
- Plume et Plume, inédit.
- Le Cerveau, inédit

### Romans
- Malala, 1986, inédit.
- Pétale Écarlate, 1990, publié d’abord en France, puis en feuilleton dans le quotidien malgache L'Express de Madagascar en 2001
- Le Cinquième Sceau, 1994
- Sang pour sang, vie pour vie, 2003
- Pétale écarlate réédité sous le titre Felana, 2006
- Nanté, fille du néant, inédit
- Kirihitra, inédit
- La Fracture, inédit.

### Essais
- La Marche de la liberté, 1992
- Ravalomanana Marc : de président de la rue, à président du palais, 2003

### Poésie
- Amertumes, 1980
- Bouquet d’espoirs, 1985
- Sable blond et Latérite rouge, sols de mon pays : réminiscences en prose poétique, 1947-1960, 1985
- Moïses de notre race, 1986
- Moi, môme errant, recueil de poèmes inédit.
- Les Amants d’Iarivo, épopée / Mpifankatian Iarivo, tononkalo, 2003.

### Nouvelles
- Doggy-bag, 1994, inédit.
- Omeo zanako. Publiée dans le quotidien malgache L’Express en 2000, ensuite dans Chroniques de Madagascar,  présentées par Dominique Ranaivoson en France : Sépia, 2005
- Adolescent, inédit.
- Faly, Inédit.
- L’Aquarium de Dieu, inédit.
- Rangory, quelle pomme, inédit.

### Film
Kalanoro, scénario d'une série de six épisodes, inabouti